# Natalia Kovtun
Natalia Nikolajevna Kovtun (ryska: Наталья Николаевна Ковтун), född den 27 maj 1964, är en sovjetisk före detta friidrottare som tävlade i kortdistanslöpning. 
Kovtuns främsta meriter är från 200 meter vid inomhusmästerskap. Vid inomhus-EM 1990 blev hon silvermedaljör och vid inomhus-VM 1989 bronsmedaljör. 
Vid VM 1991 blev hon utslagen i semifinalen på 100 meter. Vid samma mästerskap ingick hon i det sovjetiska stafettlaget på 4 x 100 meter som blev silvermedaljörer efter Jamaica.

## Personliga rekord
- 100 meter - 11,43 från 1991
- 200 meter - 23,28 från 1989